# Freudenbergite
La freudenbergite è un minerale.